# برينت غوليت
برينت غوليت (بالإنجليزية: Brent Goulet)‏ هو لاعب كرة قدم ومدرب كرة قدم أمريكي، ولد في 19 يونيو 1964 في كافالير في الولايات المتحدة. شارك مع منتخب الولايات المتحدة لكرة القدم. أما مع النوادي، فقد لعب مع تنس بوروسيا برلين وروت فايس أوبرهاوزن ونادي بورنموث ونادي بونر ونادي فوبرتال الرياضي ونادي كرو ألكساندرا.

## وصلات خارجية
- برينت غوليت على موقع الاتحاد الدولي (مؤرشف)  (الإنجليزية)
- برينت غوليت على موقع قاعدة بيانات كرة القدم.إي يو (الإنجليزية)
- برينت غوليت على موقع بيانات كرة القدم. دي إي (الألمانية)
- برينت غوليت على موقع ناشيونال فوتبول تيمز (الإنجليزية)
- برينت غوليت على موقع أوليمبيديا (الإنجليزية)